# António Maria de Freitas Soares
António Maria de Freitas Soares (Vila Boa do Bispo, 25 de fevereiro de 1877 — Lisboa, 10 de novembro de 1953) oficial general do Exército Português, pioneiro da aviação em Portugal, que, entre outras funções políticas, foi chefe de gabinete de Tamagnini Barbosa e Ministro da Guerra do 19.º governo republicano, em funções de 27 de janeiro a 30 de março de 1919, e do 31.º governo republicano, em funções de 30 de agosto a 19 de outubro de 1921.

## Biografia
Nasceu em Vila Boa do Bispo, concelho de Marco de Canavezes, sendo registado como filho de pais incógnitos, havendo notícia que seria fruto de um relacionamento irregular, sendo que a origem do apelido não é a dos dos pais biológicos, mas sim da família de acolhimento. Frequentou o curso preparatório da Academia Politécnica do Porto, assentou praça como soldado cadete no Regimento de Cavalaria do Porto, ingressando em 1898 na Escola do Exército, onde completou o curso da arma de Cavalaria.
Na sua carreira militar foi promovido a alferes em 1900 e a tenente em 1905. Em 1911, ano em que concluiu o curso de Estado-Maior, foi promovido a capitão, pasando a major em 1915 e a tenente-coronel em 1917. Ascendeu a brigadeiro em 1936 e a general em 1938.
Em 1912, no posto de capitão de Cavalaria do Regimento de Vila Viçosa, participou no combate de Chaves integrado na resistência republicana contra a segunda incursão monárquica liderada por Paiva Couceiro. Em 1915, foi nomeado subchefe do Estado-Maior da Expedição Pereira de Eça a Angola, tomando parte em vários combates para a ocupação do Humbe, com destaque para o combate de Mongua. Retornou a Portugal em 1917.
Em 31 de dezembro de 1917, foi nomeado chefe do Estado-Maior da 1.ª Divisão do Exército, com sede em Lisboa. Passou por várias funções na Secretaria da Guerra do Ministério da Guerra durante o ano de 1918, entre as quais chefe da repartição do gabinete do Secretário de Estado da Guerra Amílcar Mota, na realidade o Ministro da Guerra durante a presidência de Sidónio Pais (que designou por Secretários de Estado todos os ministros do seu executivo) e de chefe de gabinete de Tamagnini Barbosa, o último chefe de governo do sidonismo, no período em que se processa o desmantelamento do regime após o assassinato de Sidónio Pais, ocorrido em dezembro de 1918.
Em 22 de abril de 1918, no posto de tenente-coronel, foi nomeado coordenador do Serviço de Censura Militar, permanecendo em Lisboa em funções próximas do Ministro da Guerra. Estava nessas funções quando José Relvas foi convidado a formar o do 19.º governo republicano, conhecido por ser o governo de combate de José Relvas. Aceitou integrar aquele executivo, como independente, exercendo as funções de Ministro da Guerra entre 27 de janeiro de a 30 de março de 1919, data em que aquele governo foi exonerado. José Relvas, nas suas memórias, considerou que António de Freitas Soares era um republicano independente que demonstrara empenho e energia no combate à denominada Monarquia do Norte.
Freitas Soares voltou a aceitar dirigir o Ministério da Guerra no 31.º governo republicano, o ministério liberal de António Granjo, em funções de 30 de agosto a 19 de outubro de 1921.
Em 1922 foi director da Aeronáutica Militar e foi instrumental na decisão de aceitar que as reparações do hidroavião Pátria fossem custeadas pelo Estado.